# 地域研究 (社会学)
地域研究（英語：community studies）は、社会学と人類学の双方に関わり、民族誌的社会調査技法と参与観察法によって、地域社会（community）の研究を行う学問である。
日本語では、area studies の訳である地域研究と紛らわしいが、community studies が対象とする地域は、通常は国の単位よりも相当に小さな、一つの集落、ないし一都市（あるいはその一部）という程度の規模が想定されている。

## 概説
地域研究は、人類学か社会学の中の一分野とされることもあれば、独立した分野と見なされることもある。地域研究は、学際的な色彩を帯びることが多く、純粋に理論的な観点よりも、実際的な応用を指向する。地域研究は、「都市・地域研究」、「家族・地域研究」のように、都市研究、保健研究、家族研究など、他の領域と結びつくことがある。
北アメリカでは、ルイス・ワースやウィリアム・フート・ホワイトといったシカゴ学派の古典的な都市社会学の成果からインスピレーションを得た。イギリスでは、東アフリカ、特にケニアにおける植民地行政のために開発された。さらに第二次世界大戦後には、東ロンドンにマイケル・ヤングが設立した地域研究所（現在のヤング財団の前身の一つ）が発表した「東ロンドンにおける家族と親類関係（Family and Kinship in East London）」などによって、地域研究は一層の展開を見せた。
地域研究は、植民地人類学と同じように、他から切り離され、集団内は比較的均質な、ほとんど部族のようなコミュニティの存在を想定し、それを有機的な全体として捉えようとする。このため地域研究は、局所的な文脈から地球規模に至るまで、共同社会主義（communitarianism）や地方自治主義（communalism）に影響を及ぼすことになった。
地域研究は、しばしば共同体への（「心配」という意味を含んだ）「関心」を中心に据えている。それに加えて、精神的ないし肉体的健康問題、ストレス、依存症、エイズ、人種差別、移民、民族性、性差（ジェンダー）、アイデンティティ、セクシュアリティ、環境、犯罪、逸脱、非行、家族問題（家庭問題）、社会生活能力、貧困、ホームレス状態、その他の心理-社会的側面が含まれることになる。地域の保健状態の正確な分析について、社会-文化的全体像として、また人類学的な波及効果として、理解していくことが、こうした研究領域の鍵となる。
地域研究のもう一つの焦点は人類学、とりわけ文化人類学にある。この方面の研究では、地域社会の背景や歴史的文脈を予め了解しておくために、考古学的知見や、古代や先史の地域状況における社会組織について理論的な位置づけをすることもある。新石器時代のいわゆる「新石器革命」の理論は、狩猟採集社会のコミュニティがいかに、どこで、なぜ形成されたかを、深く探求した例である。
社会運動の枠組みにおいては、地域研究を、社会正義、平和と非暴力の推進、社会変革への恊働と結び付けていくことがよくある。

## 日本での研究潮流
地域研究は、地域社会学の一つのスタイルであるコミュニティ論の研究方法とされている。
1960年代から、農村社会学、都市社会学の分野における方法論として意識されるようになったとされる。